# Ambrosius Moibanus

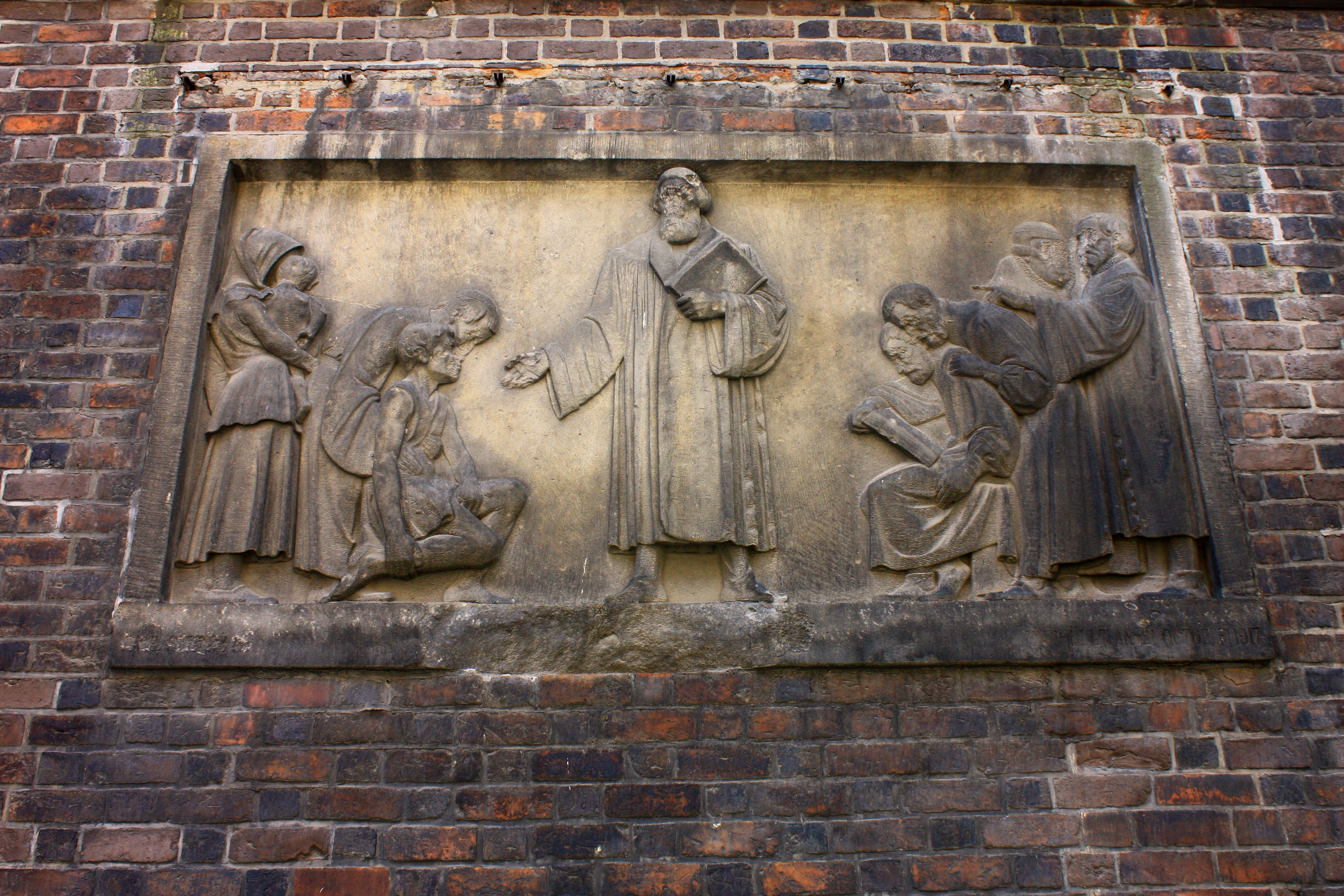
Ambrosius Moibanus (ganz rechts)

Ambrosius Moibanus, auch Moyben, Moiban, Moybin, Moywen, Mecodiphrus, (* 4. April 1494 in Breslau, Fürstentum Breslau; † 16. Januar 1554 ebenda) war ein deutscher Humanist, evangelischer Theologe und Reformator.

## Leben
Der Sohn des Schuhmachers Georg Moiban und seiner Frau Magarethe, stammte aus gutbürgerlichen Verhältnissen. Er besuchte die Pfarrschule St. Maria Magdalena seiner Heimatstadt, wo er durch sein Talent aufmerksam machte und man ihn ungefähr im zehnten Lebensjahr an die Jakobi-Pfarrschule in Neiße, der Residenzstadt des bischöflichen Fürstentums Neisse schickte. Nach dem Abschluss seiner Ausbildung kehrte Moibanus nach Breslau zurück, wo er Lehrer an der Schule Zum Heiligen Leichnam wurde.
1510 bezog er die angesehene Universität Krakau, aus der zahlreiche Humanisten, Dichter, Mathematiker und Astronomen hervorgingen. Traditionsgemäß absolvierte Moibanus das Studium der Sieben freien Künste, das er Pfingsten 1514 mit dem akademischen Grad eines Baccalaureus der Artes liberales abschloss. Im Wintersemester 1515 studierte er an der Universität Wien, wo er unter Ambrosius Salzer (1476–1568) Philosophie studierte und 1517 den Magistergrad der Philosophischen Wissenschaften erwarb.
Dort gab er 1517 unter dem humanistischen Namen Ambrosius Mecodiphrus drei heroische Hymnen des italienischen Mystikers Pico de Mirandola heraus, ein Gedicht auf den Ursprung der verschiedenen Religionen und einen Hymnus auf das Mysterium der Heiligen Dreifaltigkeit mit Abdrucken, begleitet von einem empfehlenden Beigedicht des Gräzisten Jacobus Bedrotus Pludentinus († 1541). Nach einer Gelehrtenreise durch Süddeutschland, wo er unter anderem Johannes Reuchlin kennenlernte, berief ihn der Breslauer Rat 1520 zur Leitung der Pfarrschule bei St. Maria Magdalena. Für seine Schüler gab er dort 1520 eine Sammlung von kürzeren Briefen des Erasmus von Rotterdam heraus und 1521 eine eigene lateinische Grammatik „Paedia artis Grammaticae“, der „Erasmus’ Libellus de constructione octo partium orationis“ als Syntax beigedruckt ist.
Nach dem Tode des Bischofs trat er von der Leitung der Domschule zurück und übernahm stattdessen die Schule an der Magdalenenkirche (ab 1643 Maria-Magdalenen-Gymnasium). In Leipzig ließ er 1522 eine lateinische Grammatik und andere Lehrbücher erscheinen und mühte sich um die Hebung des Bildungsstandes. Da seinen Bemühungen kein Erfolg beschieden war, gab er das Schulamt auf und widmete sich seit 1523 in Wittenberg ausschließlich der Theologie.
Als Freund der Reformation hatte sich Moiban Anfang 1520 zeitweilig zu Philipp Melanchthon an die Universität Wittenberg begeben, um sich von diesem über pädagogische Fragen in Beziehung auf Partikularschulen belehren zu lassen. Ende 1521 begab er sich wieder nach Wittenberg, wo er die Anfänge der Wittenberger Bewegung erlebte. Da sein Vater 1522 gestorben war, zog es ihn kurze Zeit wieder nach Breslau, von wo er 1522 nach Wittenberg zurückkehrte. Am 16. April 1523 immatrikulierte er sich abermals in Wittenberg zum Studium der Theologie. Seine Lehrer waren damals Martin Luther, Caspar Cruciger, Johannes Bugenhagen und Justus Jonas der Ältere. Zu Joachim Camerarius, Paul Eber und Veit Dietrich baute er ein freundschaftliches Verhältnis auf und wandelte sich vom Humanisten zum Evangelischen Theologen. In Wittenberg hielt er philosophische Vorlesungen, dichtete den Choral „Eyn Lobgesang vom Vater uneser“, der 1525 Eingang ins Zwickauer Gesangbuch und 1618 ins Breslauer Gesangbuch fand.
Als sich 1524 in Breslau die Reformation durchgesetzt hatte, wurde Moibanus auf Vorschlag seines Freundes Johann Heß vom Rat zum Pfarrer an der Elisabethkirche gewählt. Am 16. Mai 1525 erfolgte seine Berufung und ihm wurden die finanziellen Mittel zur Verfügung gestellt, so dass er, nachdem er das Lizenziat erworben hatte, am 26. Juni 1525 in Wittenberg zum Doktor der Theologie promoviert wurde. Nachdem ihm auch Jakob von Salza als Bischof am 3. August 1525 die Investitur erteilt hatte, begann er in Breslau zunächst verhalten zu wirken.
Die Durchsetzung der reformatorischen Ordnung erfolgte zögerlich. Auch Johann Heß war vorsichtig. Das Abendmahl unter beiderlei Gestalt wurde nur heimlich denen gereicht, die danach begehrten. Das römische Messopfer wurde noch gefeiert. Beide Prediger verständigten sich nun, konsequenter vorzugehen und eine neue Gottesdienstordnung aufzustellen.
Alles, was dem evangelischen Gewissen nicht anstößig war, wurde beibehalten. Verschwinden musste das Messopfer. Von allen Neuerungen machte der Rat dem Bischof Mitteilung. Gottesdienste mit der Predigt im Mittelpunkt wurden an allen Festtagen und Wochentagen gehalten. Für den Abendmahlsgottesdienst wurde ein eigener Kanon aufgestellt. Indirekt fand diese Ordnung die Bestätigung der Obrigkeit. Den Gegnern war Moibanus, der neben Heß als tatkräftigster Reformator galt, ein Dorn im Auge. Sie streuten Pulver in seinen Predigtstuhl, wo er bei der Frühpredigt den Docht des Lichtes hinzuwerfen pflegte.
Als Seelsorger muss er größere Gaben besessen haben denn als Prediger. Auch katechetisch war er begabt. Sein Katechismus von 1533 wurde mehrfach in lateinischer Sprache nachgedruckt. Die Vorrede zur deutschen Ausgabe stammt von Caspar Cruciger, die der lateinischen Ausgabe von Melanchthon. Die Darstellung in Gesprächsform hat seinen Schüler Zacharias Ursinus später zur Gestalt des Heidelberger Katechismus angeregt. Auch biblische Texte verarbeitete er literarisch. Zu aktuellen kirchlichen Fragen nahm er Stellung: Kinderkommunion, Zeremonialwesen, Fürstenpflichten und die Stellung in den Türkennöten.
Mit dem Bischof mühte er sich, zu einer freundlichen Lösung der Reformationsprobleme zu kommen. Noch Ende 1539 und bis in die 1540er Jahre wandte er sich an den neuen Bischof mahnend mit einer Gratulationsepistel. Aber die Gegner, vor allem Johannes Cochläus, ruhten nicht, so dass er bald die Hoffnung, den Bischof zu gewinnen, aufgab.
Auch innere Kämpfe hatte er in der Breslauer Kirche zu bestehen, vor allem mit den Anhängern Kaspar Schwenckfelds und Valentin Krautwalds. Diese Auseinandersetzungen, die brieflich ausgetragen wurden, gingen über ganz Schlesien. Melanchthon unterstützte ihn dabei von Wittenberg aus. 1537 schrieb er sein Hauptwerk gegen die Spiritualisten „Das herrliche Mandat Jesu Christi unseres Herrn und Heilandes Marci 16. Denen zu einem Unterricht, so das Predigtamt und die Sacrament Christi für unnötig zur Seelen Heil achten wollen, gehandelt!“.
Die Schrift erschien mit einer Vorrede Luthers. Durch diese Auseinandersetzung gewann er Verbindung mit dem Liegnitzer Herzog Friedrich II. und Herzog Albrecht I. von Brandenburg-Ansbach. Er zeigte sich durch seine Fürsorge für die Schule und die Studien als Schüler Melanchthons und sorgte für die Verbreitung der Schriften Melanchthons in Schlesien. Auch mit Johannes Calvin stand er in Verbindung und Lelio Sozzini war sein Gast. Über dogmatische Streitigkeiten war er erhaben.

## Familie
Moibanus hatte sich am 30. April 1526 mit Anna Broncke († 6. April 1569) der Tochter eines Bürgers in Schweinitz verheiratet. Aus der Ehe gingen 12 Kinder hervor. Neun Kinder überlebten ihren Vater. Von den Kindern sind bekannt:
1. Johannes (1527–1562) hatte die Elisabethschule in Breslau besucht, studierte in Wittenberg, war Hauslehrer in Nürnberg und ging für Studien nach Italien. Dort promovierte er am 11. Oktober 1554 zum Doktor der Medizin, hatte verschiedene Werke von griechischen Ärzten übersetzt und sich auch als Maler hervorgetan.
2. Zacharias war erst Rektor in Schweinitz und später dort Ratsherr
3. Gemaliel wurde Lehrer edler Schüler in Italien und kehrte 1561 nach Breslau zurück
4. Lazarus (* um 1540- 1572) war Notar in Speyer
5. Ambrosius (1546–1598) war Diakon an der St. Elisabethkirche
6. Elisabeth heiratete Salomo Frenzel (Diakon Elisabethkirche und dann Pastor in Brieg, sowie Friedenthal)

## Werke
- Sogenannter Messkanon aus den Evangelien und dem Apostel Paulus, Jesaias und Daniel, den Propheten, für den Christlichen Bruder.
- vom Turcken
- de consecratione Palmarum et aliis caeremoniis ecclesiasticis. Breslau 1541
- Catechismus Auff zehn Artikel Götlicher schrifft wie man fur Gott und den menschen ein christch frumes leben furen sol. 1535, 1537, 1544, 1546
- Inständige Bitte der Schlesier an Bischof Balthasar.
- Das herrliche Mandat Jesu Christi unseres Herrn und Heilands. 1537